# Rabbids Big Bang
Rabbids Big Bang è un videogioco party per Android, iOS e Windows Phone pubblicato da Ubisoft. È stato pubblicato il 30 gennaio 2014 ed è disponibile in download su digital store.

## Trama
Rabbids Big Bang è un gioco per smartphone e tablet, ottavo della serie Rabbids. In questo gioco, i giocatori potranno controllare i Rabbids con un jetpack ed inviarli attraverso lo spazio, evitando ostacoli come mucche, forze gravitazionali degli altri pianeti ed altri numerosi ostacoli. I giocatori saranno in grado di personalizzare sia il Rabbid e il jetpack.